# Serie 950 de Euskotren
La Serie 950 «Bidaide» de Euskotren está constituida por 28 unidades eléctricas múltiples. El diseño es similar al de la serie 900, aunque con tres coches en lugar de cuatro. Los nuevos trenes sustituyeron progresivamente a los de las series 3500 y 200. 

## Historia
En junio de 2014, Euskotren adjudicó a CAF la construcción de 28 EMUs para cubrir el servicio de la línea 3 del metro de Bilbao y continuar la renovación de la flota que se inició con la serie 900.
La primera unidad fue entregada en noviembre de 2015 y la última está prevista para 2020, a razón de 5 o 6 trenes por año. Inicialmente prestaron servicio en la línea del Txorierri (E3), para después extender su uso al tranvía Ermua-Éibar (línea 1T) y a la línea L3.